# Palmar de las Islas

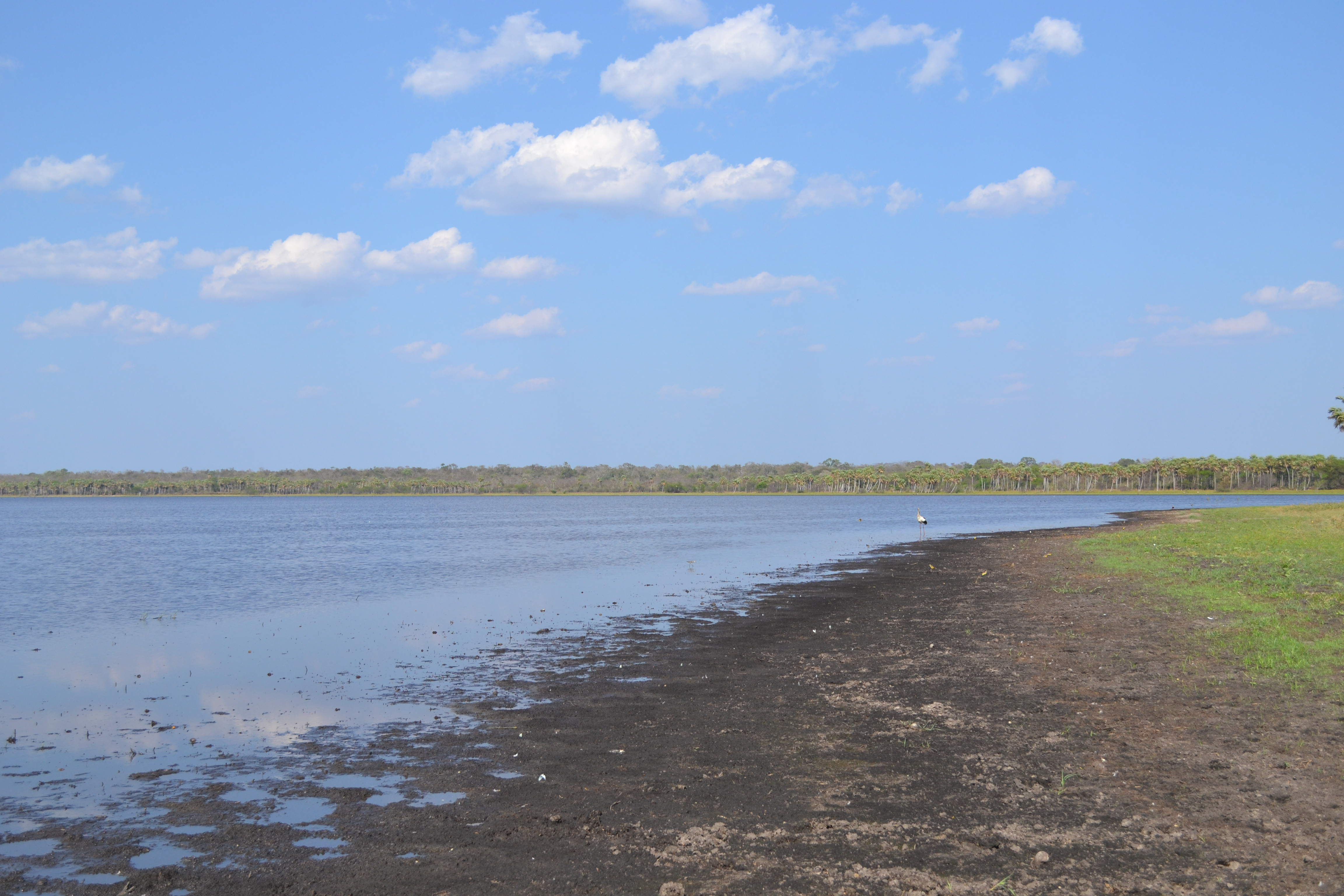
Oiseau sur étendue d'eau du Palmar de las Islas.

El Palmar de las Islas et les Salinas de San José sont une vaste région de Bolivie où se trouvent des forêts de palmiers sur sols salins et non salins (Copernicia alba), pratiquement intactes, et un réseau de petites lagunes et canaux fournissant de l'eau à un nombre considérable d'espèces animales. Le site a été reconnu site Ramsar le 17 septembre 2001. 
La superficie de ce site est de 856 754 hectares soit 8 567,5 km². Il est situé aux environs des 19°15' sud et 61°00' ouest, dans le département de Santa Cruz, non loin de la frontière du Paraguay. 

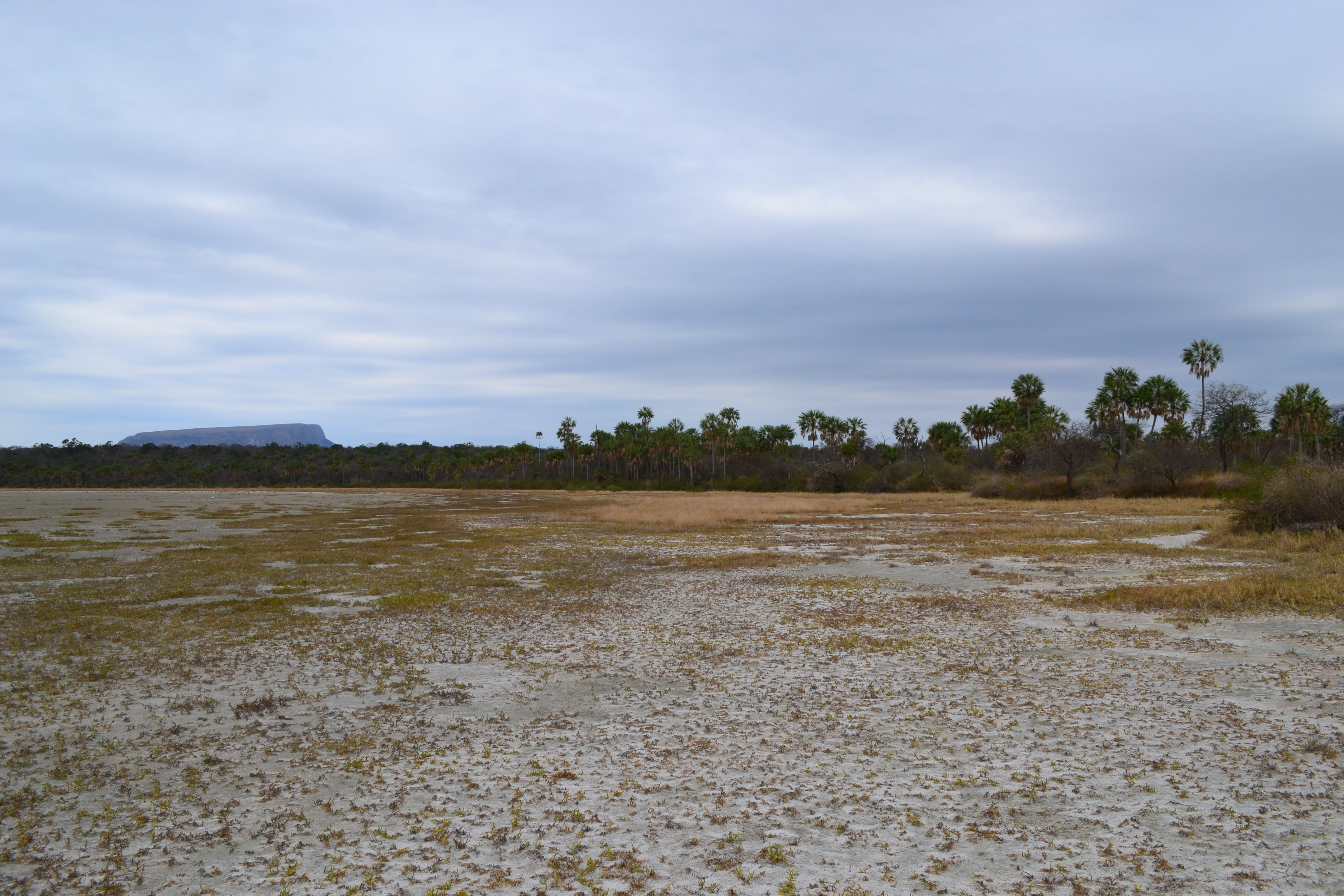
Les Salinas de San José avec le mont San Miguel en arrière-plan.

Le site constitue les seules zones humides au sein d'une vaste étendue de forêts sèches. De ce fait elles apportent un appui vital à de nombreuses espèces, contribuant au bon déroulement de leur cycle biologique. Par exemple, la reproduction de plusieurs espèces de reptiles et d'amphibiens est rendue possible grâce à la présence de cette zone.
Ces zones humides sont aussi très importantes pour les grands mammifères, comme le pécari et le tapir, qui s'assemblent sur leurs rives à la saison sèche. La région est peuplée et utilisée presque exclusivement par les indigènes Ayoréodes qui mènent une vie nomade exploitant les ressources des lieux par la chasse, la pêche et une agriculture uniquement vivrière. 
Une partie du site se trouve dans le parc national Kaa Iya qui est une zone naturelle de gestion intégrée du Gran Chaco.